# Maria Koepcke
Maria Koepcke (Leipzig, actual Alemania, 15 de mayo de 1924 - Selva del Amazonas, Perú, 25 de diciembre de 1971) fue una ornitóloga, dibujante, coleccionista, viajera y fotógrafa alemana.

## Biografía

### Sus primeros años de vida
Koepcke, cuyo nombre de nacimiento era Maria Emilie Anna von Mikulicz-Radecki, nació el 15 de mayo de 1924 en la ciudad de Leipzig, Alemania, hija de Felix von Mikulicz-Radecki, un maestro universitario de Ginecología, y Käthe Finzenhangen. Su padre era  descendiente de la nobleza polaca. Koepcke estudió en las mejores universidades de Europa, obteniendo un doctorado en Zoología en la Universidad de Kiel en 1949, habiendo destacado como una magnífica estudiante.
Al año siguiente, cuando tenía veintiséis años, viajó a Perú, donde trabajaba su futuro esposo, Hans-Wilhelm Koepcke, también zoólogo, en el Museo de Historia Natural en Lima, quien la instó a ir donde tendría ella la oportunidad para aplicar todos sus conocimientos científicos «en un país maravilloso».

## Muerte
Koepcke falleció el 24 de diciembre de 1971 en el accidente aéreo del vuelo 508 de Lansa en la selva peruana, cuando viajaba de Lima a Pucallpa con el fin de encontrarse con Hans-Wilhelm para pasar las vacaciones. La nave encontró una severa tormenta, fue impactado por un rayo y explotó. Su hija Juliane Koepcke de diecisiete años milagrosamente fue la única superviviente, cayendo en la selva amazónica atrapada en su butaca. Logra desembarazarse y, malherida, Juliane es capaz de caminar por diez días antes de encontrar ayuda. Con su padre retornaron a Alemania, donde se recuperó, continuó sus estudios y se hizo una experta en Zoología.

## Legado
Junto a su esposo, trabajó en el Museo Natural y se especializó en Ornitología, dado que Perú es el segundo país en número de especies de aves, con 1800 de las 8 500 que existen en el mundo.
En 1954, en los bosques de Zárate, cerca de la ciudad capital de Lima, descubrió una nueva especie de ave para la ciencia: la Zaratornis stresemanni.

## Sus publicaciones
Su primera publicación tuvo por título: Las aves del departamento de Lima, en la cual incluyó sus propias ilustraciones y fotografías. Posteriormente se dedicaron a viajar por todo Perú, lo que les sirvió realizar la publicación de veintidós trabajos en alemán, inglés y español sobre las aves de Perú y once sobre la fauna y el medio ambiente de Perú, gracias a las cuales obtuvieron prestigio internacional.
En su obra destacan las siguientes publicaciones: 
- Koepcke, M. (1954). «Zaratornis stresemanni, nov. gen. nov. spec., un cotíngido nuevo del Perú». Publicaciones del Museo de Historia Natural "Javier Prado" (en alemán, título en español) (Lima, Perú: Universidad Nacional Mayor de San Marcos). Serie A. Zoología. 16: 1–8. ISSN 0375-0515.
- Koepcke, M. (1957). «Una nueva especie de Synallaxis (Furnariidae, Aves) de las vertientes occidentales Andinas del Perú central». Publicaciones del Museo de Historia Natural "Javier Prado" (en alemán con título en español) (Lima, Perú: Universidad Naciona Mayor de San Marcos). Serie A. Zoología. 18: 1–8. ISSN 0375-0515.
- Koepcke, M. (1959). «Ein neuer Asthenes (Aves, Furnariidae) von der Küste und dem westlichen Andenabhang Südperus». Beitrage zur Neotropischen Fauna (en alemán). 1(3): 243–248. ISSN 0005-8130. doi:10.1080/01650525909380616.
- El gorrión europeo en el Perú
- Aves marcadas con anillo
- Corte transversal de los Andes peruanos con especial referencia a las aves: costa, vertientes occidentales y región alto andina.

Colaboró en la Revista de Caza y Pesca del Ministerio de Agricultura del Perú con publicaciones sobre grupos ecológicos de "Aves de la Selva Peruana".

## Representante y docente
María Koepcke fue la principal representante del Perú en diversos eventos ornitológicos mundiales. En el año 1948 cofundó la Escuela Académica de Ecología e Hidrobiología de la Universidad Nacional Mayor de San Marcos y fue docente de la Escuela Académica Profesional de Biología en la misma universidad desde 1950 hasta 1971.

## Eponimia
Se ha nombrado a varias aves en honor de María Koepcke:
- Autillo de Koepcke, Megascops koepckeae;
- Ermitaño de Koepcke, Phaethornis koepckeae;
- Cacique de Koepcke, Cacicus koepckeae;
- Paují de Sira, Pauxi koepckeae.

Así mismo se ha dedicado el nombre de un saurio al matrimonio Koepcke: la lagartija Microlophus koepckeorum (en latín, koepckeorum, en genitivo plural, se traduciría de los Koepcke).

## Abreviatura (zoología)
La abreviatura Koepcke  se emplea para indicar a Maria Koepcke como autoridad en la descripción y taxonomía en zoología.